# Хаџи Мехова џамија
Хаџи Мехова џамија једна је од највећих џамија у Новом Пазару и спада у ред градских џамија. Налази се 2,5 км од центра града, а званично је отворена 2007. године.

## Опште информације
Хаџи Мехова џамија почела је да се гради 2003. године, а званично је отворена у септембру 2007. године. Спада у ред градских џамија и једна је од највећих у Новом Пазару, површине око 2600 м2. Налази се на парцели која је површине око 3 ара, а њен градитељ је хаџи Мехмед Џанковић, са својом супругом и синовима, трговац из Новог Пазара.
Џамија поседује 2 мунаре, има једно велико кубе и 23 мала, два улаза, један за мушкарце, а други за жене, две адбестхане, пет купатила, гасулхану, учионицу за верску поуку, минбер и ћурс за одржавање трибина. У оквиру џамије налази се и ресторан са око сто места, а превасходно се користи за ифтаре.
На простору око 1200 квадрата је простор за клањање, а остало је намењено за Исламски центар, који има Школу курана, вртић за децу, спортски центар, ресторан, амфитеатар и исламску библиотеку.